# Une promesse (film)
Pour les articles homonymes, voir Une promesse.
Pour plus de détails, voir Fiche technique et Distribution.
Une promesse est un film franco-belge réalisé par Patrice Leconte, sorti en 2013 et dont le scénario est inspiré de la nouvelle Le Voyage dans le passé de Stefan Zweig.

## Synopsis
L'action débute dans la Ruhr en Allemagne en 1912, se prolonge au début de la Première Guerre mondiale et se termine après la fin de cette guerre. Un jeune secrétaire tombe amoureux de la jeune femme de son patron, un industriel âgé.

## Fiche technique
- Titre : Une promesse
- Titre original : A Promise
- Réalisation : Patrice Leconte
- Scénario : Patrice Leconte, Jérôme Tonnerre
- Musique originale :  Gabriel Yared
- Producteurs : Olivier Delbosc, , Marc Missonnier
- Image : Eduardo Serra
- décors : ivan maussion
- Montage : Joëlle Hache
- Genre : drame romantique
- Dates de sortie :
  -  Belgique,  France : 16 avril 2014
- Festivals :
  - Festival du film de Venise : 4 septembre 2013
  - Festival international du film de Toronto : 7 septembre 2013
  - Festival du film d'Arras : 11 novembre 2013
  - Gijón International Film Festival : 15 novembre 2013
  - Festival international du film d'amour de Mons (Belgique) : 14 février 2014

## Distribution
- Rebecca Hall (V.F. : Julie Gayet) : Charlotte « Lotte » Hoffmeister
- Alan Rickman (V.F. : Alain Rimoux) : Karl Hoffmeister
- Richard Madden (V.F. : Clément Sibony) : Friederich Zeitz
- Maggie Steed (V.F. : Agathe Natanson) : Frau Hermann
- Christelle Cornil : employée de poste
- Shannon Tarbet (V.F. : Mélanie Bernier) : Anna
- Jean-Louis Sbille : Hans
- Jonathan Sawdon : l'ingénieur

  Source et légende  : Version Française (V.F.)  sur AlloDoublage

## Tournage
- C'est le premier film tourné en langue anglaise par le réalisateur Patrice Leconte.
- Le film a été tourné en grande partie en Belgique. Les scènes ferroviaires ont été tournées dans les gares de Carnières et de Binche, rebaptisée pour l'occasion « Oberhausen », et sur la ligne Binche-Clabecq.
- Au château de Vervoz durant deux jours chez le baron Victor de Tornaco au bord de l'étang et du kiosque.
- Différents sites de Wallonie ont servi de cadre au tournage du film, comme la ville de Durbuy[2], le château de Thieusies ou encore l'ancienne usine Intermills à Malmedy.
- Alan Rickman aurait confié à Patrice Leconte qu'il lui avait redonné le goût du cinéma. Patrice Leconte a alors pensé que c'était davantage gratifiant que de recevoir une Légion d'honneur[3].

## Réception critique
Bien reçu en France par les critiques professionnels, avec une note moyenne de 3,1⁄5 sur le site AlloCiné, pour 18 commentaires, Une promesse obtient, en revanche, un accueil largement négatif dans les pays anglophones, avec 13% d'avis favorables sur le site Rotten Tomatoes, pour 8 commentaires et une moyenne de 3,8⁄10 et un score de 35⁄100 sur le
site Metacritic, pour 7 commentaires.

## Doublage français
Tourné en langue anglaise, Une promesse est doublé en langue française pour son exploitation en salles. La direction artistique est assurée par Patrice Leconte, tandis que l'adaptation est confiée à Isabelle Frances. La version française du film a été délocalisée en Belgique pour des raisons économiques, mais est assurée par des comédiens français, notamment Julie Gayet, qui double Rebecca Hall.

## Distinctions

### Sélections
- Mostra de Venise 2013 : sélection hors compétition
- Festival international du film de Toronto 2013 : sélection « Special Presentations »